# 泗维河水库
泗维河水库是中国广西壮族自治区柳州市融安县长安镇境内的一座水库，位于融江支流泗维河上，建于1960年。水库正常库容为1054万立方米，集雨面积为318平方千米，海拔为134.7米。